# Fürstlich Schaumburg-Lippische Hofbibliothek
Die Fürstlich Schaumburg-Lippische Hofbibliothek gilt als eine der bedeutendsten Privatbibliotheken Niedersachsens, sowohl als Universal- als auch als Regionalbibliothek. Sie ist als historische Adelsbibliothek bis heute Eigentum des Schaumburg-Lippischen Fürstenhauses und im Schloss Bückeburg untergebracht.

## Geschichte
Die Bibliothek ist ursprünglich als persönliche Gebrauchsbibliothek der Landesherren und nicht zu Repräsentationszwecken oder für die Öffentlichkeit entstanden. Ein genaues Gründungsdatum der Bibliothek ist daher nicht bekannt. Der älteste bisher bekannte Nachweis aus den Akten des fürstlichen Hausarchivs ist vor 1500 datiert. Bereits Otto IV. von Holstein-Schaumburg besaß eine eigene Büchersammlung. Ein weiterer Anhaltspunkt ist ein Nachlassinventar aus dem Jahr 1635, das ca. 225 frühe Drucke verzeichnet.
Der Bestandsaufbau und die -pflege der Bibliothek waren im Laufe ihrer Geschichte stark geprägt von der Bildung ihrer jeweiligen Eigentümer sowie von deren persönlichen und damit sehr unterschiedlichen Interessen. Die Strömungen der jeweiligen Epoche und Persönlichkeiten, die in Verbindung mit dem Fürstenhaus standen, beeinflussten ebenfalls die Auswahl der Neuerwerbungen.
Albrecht Wolfgang Graf zu Schaumburg-Lippe, der z. B. mit Voltaire, Friedrich II. von Preußen und Eberhard David Hauber korrespondierte, erweiterte die Bibliothek kontinuierlich auf 3.500 Bände.
Aus der Regierungszeit des Grafen Wilhelm Friedrich Ernst zu Schaumburg-Lippe stammt die Privatbibliothek des Professors für Mathematik und Philosophie der Universität Rinteln Thomas Abbt, der später als Konsistorialrat in Bückeburg tätig war und dort 1766 verstarb. Genau wie Abbts Bücher wurde auch die Bibliothek der ehemaligen Militärakademie auf dem Wilhelmstein nach der Auflösung der Schule mit rund 450 Büchern in den Bestand der Hofbibliothek übernommen. Fürstin Juliane von Hessen-Philippsthal, die von 1787 bis 1799 in Schaumburg-Lippe regierte, setzte wiederum eigene Schwerpunkte bei Kunst und Musik. Insgesamt spiegelt sich in der Bibliothek somit ein wichtiger Teil der Geschichte des Schaumburg-Lippischen Fürstenhauses wider.
Laut einer öffentlichen Bekanntmachung in den Schaumburg-Lippischen Landesanzeigen war die Hofbibliothek seit dem 7. Juli 1799 öffentlich zugänglich, d. h., die Bücher konnten ausgeliehen werden.
In den beiden noch vorhandenen handschriftlichen Ausleihjournalen für den Zeitraum von 1914 bis 1927 tauchen u. a. bekannte Persönlichkeiten wie Lulu von Strauß und Torney als regelmäßige Leser auf. Der vornehmlich als Kinderbuchautor und -illustrator bekannt gewordene Dichter Adolf Holst verwaltete die Hofbibliothek von 1915 bis 1918.
1929 starb die letzte hauptamtlich bei der Fürstlichen Hofkammer angestellte Bibliothekarin. Damit waren Ausleihen zunächst nur noch in besonderen Fällen möglich. Ab 1930 wurde der Bestand nicht mehr systematisch erweitert. Verschiedene Bemühungen des Schaumburg-Lippischen Heimatvereins sowie der ortsansässigen Buchhandlung Frommhold, die Bibliothek danach wieder öffentlich zugänglich zu machen, blieben ohne Erfolg.
Im Oktober 1966 wurde die Verwaltung und Betreuung der Bibliothek vertraglich dem Staatsarchiv Bückeburg übertragen. Seither kann der Bestand zu wissenschaftlichen Zwecken im Lesesaal des Staatsarchivs Bückeburg eingesehen werden. Für Recherchen steht dort eine Bibliotheksdatenbank zur Verfügung. Die Hofbibliothek ist dem nationalen und internationalen Leihverkehr der Bibliotheken angeschlossen.

## Bestände
Die Bibliothek umfasst rund 35.000 Bände; dazu gehören u. a. rund 7.000 Dissertationen (davon rund 650 Dissertationen der ehemaligen Universität Rinteln), rund 120 Handschriften (vorwiegend von Mitgliedern des Fürstenhauses), 10 Inkunabelbände mit insgesamt 18 Titeln sowie ca. 1000 Karten. Der überwiegende Teil des Buchbestandes stammt aus dem 18. und 19. Jahrhundert.
Als regionalgeschichtlichen Schwerpunkt enthält die Hofbibliothek einen größeren Bestand an Büchern zu den verschiedensten Themen aus und über den Raum Schaumburg sowie Veröffentlichungen von Personen, Institutionen und Verlagen aus der Region. Dazu kommen gedruckte Publikationen von und über Mitglieder des Fürstenhauses, sogenannte Gelegenheitsschriften.
Größere Verluste erlitt die Bibliothek u. a. durch eine Schenkung Georg Wilhelms zu Schaumburg-Lippe, der dem Bückeburger Gymnasium 1842 etwa 250 ältere Schulbücher schenkte. Die musikwissenschaftliche Abteilung wurde zunächst an das 1917 von Adolf zu Schaumburg-Lippe in Bückeburg gegründete Fürstliche Musikwissenschaftliche Institut abgegeben und nach dessen Auflösung 1936 an das Reichsinstitut für deutsche Musikforschung in Berlin überführt. In den 1920er-Jahren wurde u. a. die gesamte Sammlung an Leichenpredigten an die Staatsbibliothek Berlin verkauft.